# Sieben gegen Theben

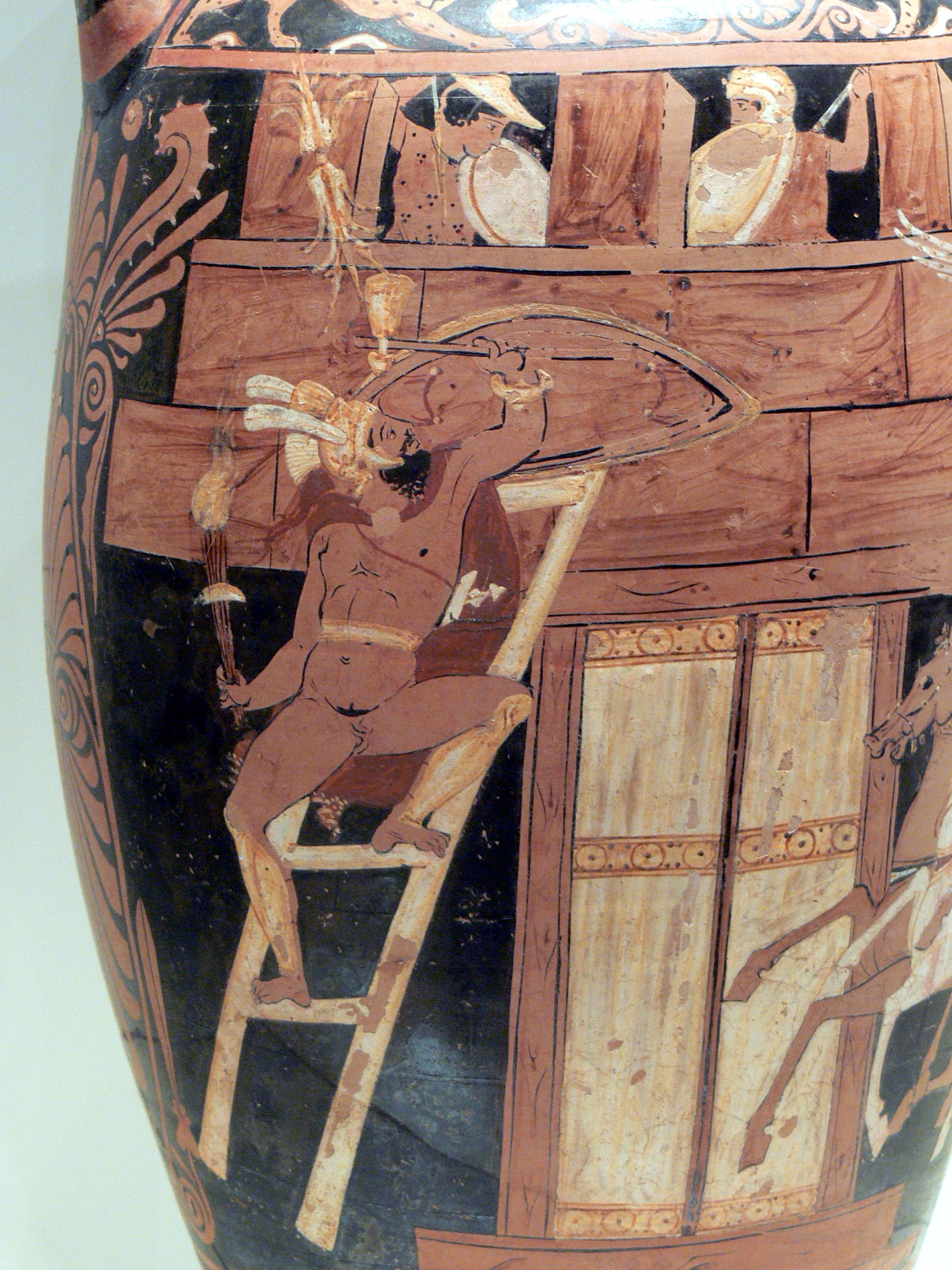
Kapaneus besteigt die Stadtmauer von Theben. Kreon schaut von der Zinne.
Rotfigurige Halsamphore aus Kampanien, um 340 v. Chr. (J. Paul Getty Museum, Malibu, Kalifornien).

Sieben gegen Theben (altgriechisch Ἑπτὰ ἐπὶ Θήβας Hepta epi Thēbas) ist der letzte und einzig erhaltene Teil der sogenannten „Thebanischen Trilogie“ des griechischen Dramatikers Aischylos, mit der er im Jahr 467 v. Chr. bei den Dionysien in Athen siegte. Die Tragödie handelt von dem Zweikampf der Brüder Eteokles und Polyneikes, Söhne des Ödipus. Im Zentrum steht der Feldzug von Fürsten aus der Argolis, die mit Polyneikes verbündet sind, gegen Theben, das Eteokles regiert. Grundlage der Tragödie sind Überlieferungen aus dem Thebanischen Sagenkreis der griechischen Mythologie, auch unter den Bezeichnungen Erster Thebanischer Krieg und Zug der Sieben gegen Theben bekannt. Die verlorenen beiden anderen Dramen der Trilogie des Aischylos hießen Laios und Oidipous. Das gemeinsame Motiv der auch als Ödipus-Trilogie bekannten Stücke war wohl die Buße der Söhne für die Sünden der Väter.

## Vorgeschichte
Das Orakel von Delphi hat Laios, dem König von Theben, vorausgesagt, er werde die Stadt retten, wenn er kinderlos bliebe. Laios jedoch zeugte Ödipus. Ihm prophezeite das Orakel, dass er seinen Vater töten und seine Mutter heiraten werde. Vom Tod des Laios, den Ödipus – ohne ihn als Vater zu erkennen – erschlug, handelt wahrscheinlich der erste Teil der Trilogie. Der zweite Teil widmet sich wohl der Entdeckung der Tat, wie sie aus parallelen Überlieferungen des Mythos zu rekonstruieren ist. Auf der Suche nach dem Mörder des Laios erfährt Ödipus, dass er selbst der Mörder und der Sohn des Opfers ist. Außerdem erkennt er, dass seine Ehefrau Iokaste seine eigene Mutter ist. Schockiert darüber, dass die einstige Prophezeiung des Orakels Wirklichkeit wurde, blendet er sich selbst und tritt als König von Theben zurück. Iokaste erhängt sich. Aus der Ehe zwischen Ödipus und seiner Mutter waren vier Kinder hervorgegangen: Eteokles, Polyneikes, Antigone und Ismene.

## Inhalt
Die beiden Söhne Eteokles und Polyneikes übernehmen das Königreich Theben und vereinbaren, jährlich abwechselnd zu regieren. Sie scheinen jedoch nicht an der Regentschaft interessiert zu sein, so dass Ödipus sie für ihre Nachlässigkeit rügt. Nach dem ersten Jahr verweigert Eteokles den Rücktritt, so dass Polyneikes Theben mit seinen Verbündeten (den Sieben gegen Theben) angreift. In sieben Einzelkämpfen wird nun die Schlacht ausgetragen. Die letzte Paarung sieht den Bruderkampf vor, in dem Eteokles und Polyneikes umkommen, die Stadt aber wird gerettet. Die Brüder werden vom siebten Tor in den Palast gebracht und zunächst von zwei Frauenchören, dann von den Schwestern Ismene und Antigone in einem Klagegesang betrauert. Eine vermutlich spätere Erweiterung der Dichtung ist der Auftritt eines Boten, der verkündet, dass Eteokles bestattet, Polyneikes aber den Tieren zum Fraß vorgeworfen werden solle. Dieses Thema leitet über zum Motivbereich des Antigone-Mythos, wie er etwa in der Antigone des Sophokles verarbeitet wurde.
| Tor        | Angreifer     | Verteidiger |
| ---------- | ------------- | ----------- |
| Proitides  | Tydeus        | Melanippos  |
| Elektrai   | Kapaneus      | Polyphontes |
| Neïstai    | Eteoklos      | Megareus    |
| Onkaiai    | Hippomedon    | Hyperbios   |
| Borrhaiai  | Parthenopaios | Aktor       |
| Homoloides | Amphiaraos    | Lasthenes   |
| Hypsistai  | Polyneikes    | Eteokles    |

Zu den Angreifern Thebens gehörten:
- Adrastos (der einzige Überlebende)
- Amphiaraos
- Eteoklos
- Hippomedon
- Kapaneus
- Parthenopaios
- Polyneikes
- Tydeus

Zu den Verteidigern Thebens gehörten:
- Eteokles
- Hyperbios
- dessen Bruder Aktor
- Kreon
- Lasthenes
- Megareus
- Melanippos
- Polyphontes

## Ausgaben, Kommentare und Übersetzungen
- Aeschyli tragoediae. Cum incerti poetae Prometheo (= Bibliotheca scriptorum Graecorum et Romanorum Teubneriana). Edidit Martin L. West. Editio correctior editionis primae. Teubner, Stuttgart u. a. 1998, ISBN 3-519-11013-X.
- Aeschylus: Seven against Thebes. Edited with Introduction and Commentary by Gregory O. Hutchinson. Clarendon Press, Oxford 1985, ISBN 0-19-814999-9.
- Aischylos: Die Perser. Sieben gegen Theben (= Universal-Bibliothek. Nr. 510). Übersetzung, Anmerkungen und Nachwort von Emil Staiger. Reclam, Stuttgart 1997, ISBN 3-15-000510-8.
- Aischylos: Sieben gegen Theben (= Edition Suhrkamp 3431). Wiedergegeben von Durs Grünbein. Suhrkamp, Frankfurt am Main 2003, ISBN 3-518-13431-0.
- Aischylos: Tragödien (= Sammlung Tusculum). Übersetzung von Oskar Werner. Herausgegeben von Bernhard Zimmermann, 6. Auflage. Artemis & Winkler, Düsseldorf u. a. 2005, ISBN 3-7608-1501-4.
- Aischylos: Sieben gegen Theben. Übersetzung, Anmerkungen und Nachwort von Horst-Dieter Blume. Reclam, Stuttgart 2017, ISBN 978-3-15-019434-8.